# 오카야마 방송
오카야마 방송은 1969년 4월 1일 오카야마현의 2번째 민영방송국으로 개국했다가 가가와현과의 방송구역 광역화 덕분에 1979년 4월 1일부터 가가와현에서도 방송을 시작했다.
약칭은 예전 영어 회사명인 Okayama Hoso K.K, 콜사인은 JOOH-DTV이다.

## 역사
- 1968년 3월 26일 - 오카야마 일일신문·산케이 신문·간사이 TV 방송·마이니치 신문·마이니치 방송·아사히 신문 등의 출자로 회사 설립.
- 1969년 4월 1일 - 개국(당시애칭：TV오카야마, 약칭：OHK, 세토나이카이 방송과 같은 날 개국).
- 1979년 4월 1일 - 이날부로 가가와현이 방송 구역이 되면서 TV 아사히와의 크로스 네트워크를 해지하면서 후지 TV 완전가맹국이 된다.
- 1984년4월 1일 - 애칭을 회사명과 같은 오카야마 방송으로 통일하나 가가와현도 정식방송구역이라 약칭「OHK」의 사용빈도가 늘어난다.
- 2006년8월 26일 - 지상파 디지털 텔레비전 방송 시험방송 개시.(비공식이지만, 오카야마·가가와 지구에서는 첫 번째 디지털 텔레비전 시험 방송.)
- 2006년 12월 1일 - 지상파 디지털 텔레비전 방송 개시.
- 2011년 7월 24일 - 지상파 아날로그 텔레비전 방송 종료.

## 네트워크 변천사
- 1969년 4월 1일 - 후지 TV·NET-TV 크로스 네트워크 방송국으로서 오카야마현에서 방송 개시(오카야마현 2번째 지역 민방).동시에 뉴스 네트워크 FNN에 가맹.
- 1969년 10월 1일 - FNS에 가맹.
- 1970년 1월 1일 - ANN에 가맹.
- 1975년 3월 31일 - ANN 지역 민방 네트워크가 아사히 방송으로 바뀌었기 때문에 산요 방송과 준키국 프로그램을 교환했다.
- 1979년 4월 1일 - 오카야마현·가가와현 1차 방송구역 광역화에 의해 가가와현에서 방송 개시.(가가와 3번째 방송국으로 방송시작).이 날 세토나이카이 방송(가가와 2번째 지역 민방 및 오카야마 3번째 지역 민방)이오카야마현에서 방송을 개시하면서 TV 아사히의 프로그램이 세토나이카이 방송으로 이행되었고 그와 동시에 ANN을 탈퇴하면서 후지 TV완전가맹국이 된다.

## 보충 서술
- 경영이 악화되었을 때 후지 TV측의 간섭을 거부하면서 후지TV와의 관계가 한 때 악화되었다.
- 한때 오전 6시(방송시작시간)부터 오후 7시(후에 6시)까지 시간을 표시했다.[1][2]
- 황금시간대에 자사 제작 프로그램이 많이 방송된 때가 있었다.

## 오카야마현·가가와현에 있는 다른 텔레비전·라디오 방송국
- NHK 오카야마 방송국
- NHK 다카마쓰 방송국
- 니시닛폰 방송(RNC)(TV는 니혼 TV 계열, 라디오는 JRN・NRN 계열로 라디오는 가가와현만 방송구역)
- 산요 방송(RSK)(TV는 도쿄 방송 계열, 라디오는 JRN・NRN 계열로 라디오는 오카야마현만 방송구역)
- 세토나이카이 방송(KSB)(TV 아사히 계열)
- TV 세토우치(TSC)(TV 도쿄 계열)
- 오카야마 FM방송(JFN 계열, 오카야마현만 방송구역)
- FM가가와(JFN 계열, 가가와현만 방송구역)